# Медико-хирургическая академия
Медико-хирургическая академия — высшее специальное учебное заведение для подготовления врачей, соответствующие медицинским факультетам университетов.

## История
В России существовало несколько школ под таким названием: в Петербурге, Москве (два раза открытая и закрытая) и в Вильне. К концу XIX века сохранилась только С.-Петербургская академия, преобразованная в 1881 году в Военно-медицинскую. Как Петербургская, так и в первый раз открытая Московская медико-хирургическая академия были по проекту президента Государственной медицинской коллегии барона А. И. Васильева преобразованы в 1799 году из ранее существовавших в Петербурге и Москве медико-хирургических училищ, начало которым было положено Петром I. Ко времени открытия академий в обоих городах существовали и другие школы для приготовления врачей: в Москве медицинский факультет, в котором чтение лекций по медицине началось ещё в 1758 году и уже в 1791 году получивший право возводить врачей в докторское достоинство. В Петербурге медицинское образование давалось также в Императорском медико-хирургическом институте, открытом в 1783 году при Калинкинской больнице, в котором преподавание шло исключительно на немецком языке. Прочие до того времени существовавшие медицинские школы, в Кронштадте и Елисаветграде, были закрыты.